# Acacia standleyi
Acacia standleyi é uma espécie de leguminosa do gênero Acacia, pertencente à família Fabaceae.